# Šibeniks stadsmuseum
Šibeniks stadsmuseum (kroatiska: Muzej grada Šibenika) är ett stadsmuseum i Šibenik i Kroatien. Det etablerades år 1925 och är beläget i Furstepalatset i gamla stan. I museets verksamhet och uppdrag ingår att samla, bevara och bearbeta museiföremål samt presentera staden Šibenik och Šibenik-områdets kulturella arv för allmänheten.

## Historik
Šibeniks stadsmuseum etablerades den 20 december 1925 i samband med tusenårsjubileet av det kroatiska kungarikets grundande.
År 1975 invigdes museets nya och för dess räkning anpassade lokaler i Furstepalatset – en historisk och kulturmärkt byggnad i direkt anslutning till Sankt Jakobs katedral i gamla stan.

## Avdelningar och samlingar
I museets samlingar finns omkring 150 000 föremål från förhistorisk tid till nutid fördelade på fem avdelningar. Den permanenta utställningen finns i ett atrium och i Furstepalatsets södra flygel. Museets fem avdelningar är:

### Arkeologiska avdelningen
Arkeologiska avdelningen är uppdelad i den förhistoriska samlingen (40 000–000-talet f.Kr.) som innehåller föremål av keramik, metaller, ben och stenar från Šibenik-området, den antika samlingen (000-talet f.Kr.–500-talet) som innehåller stenmonument, keramik och metallobjekt som hittats i Šibenik-Knins län samt den medeltida samlingen (600–1400-talet) som bland annat omfattar smycken, vapen, keramik och delar av sakral inredning tillverkad i sten. En behållare för vätska tillverkad omkring 5 000 år f.Kr. räknas till en av samlingens värdefullaste objekt.

### Kulturhistoriska avdelningen

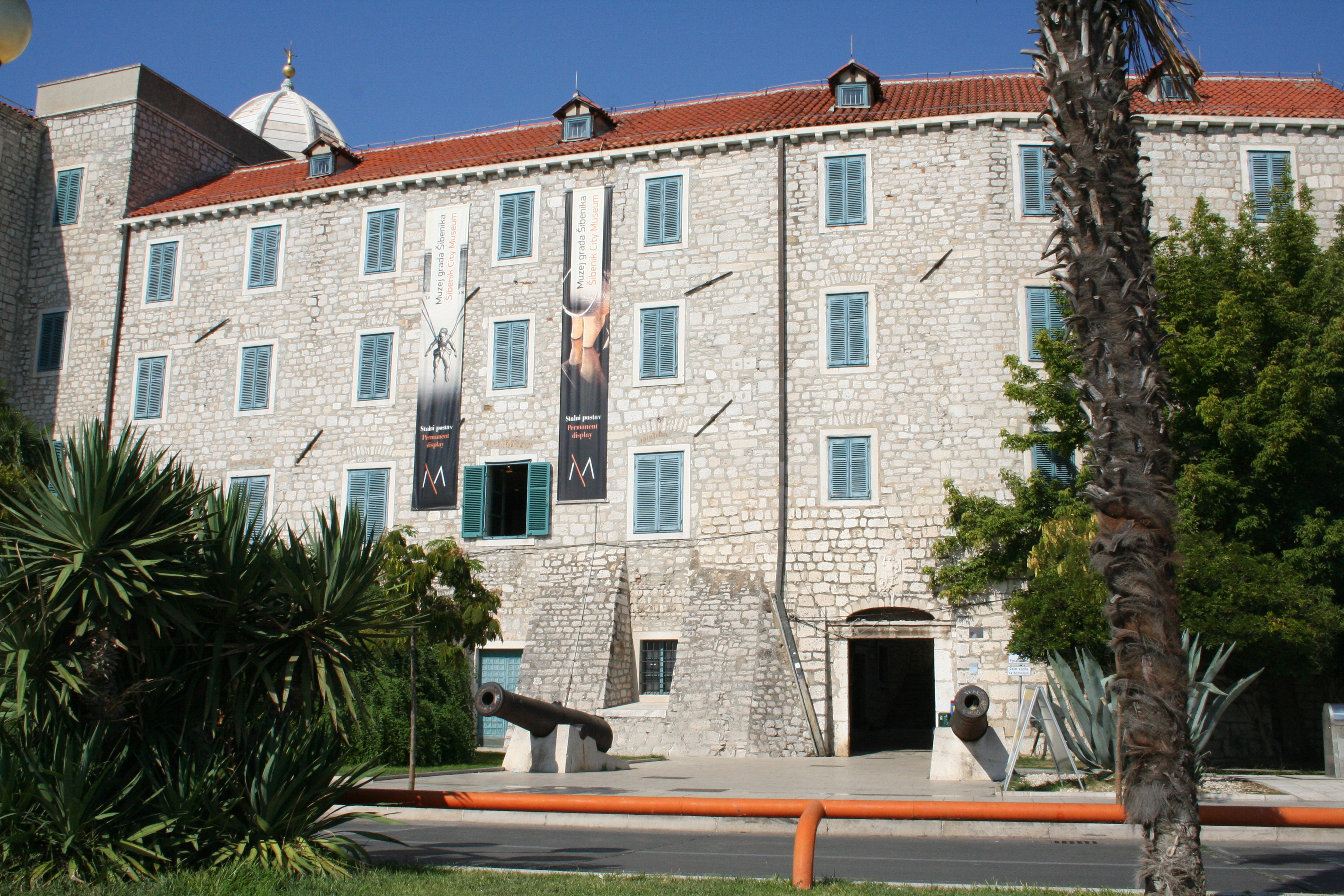
Šibeniks stadsmuseum är inrymt i Furstepalatset. I bild syns byggnadens södra flygel och museets flaggor.

Kulturhistoriska avdelningen är uppdelad i flera samlingar, däribland den numismatiska, kartografiska och textila samlingen. Avdelningen samlar föremål som sträcker sig från år 1066 då staden Šibenik omnämns för första gången i skrift till slutet av det venetianska styret år 1797.

### Samtidshistoriska avdelningen
Samtidshistoriska avdelningen skapades ur den kulturhistoriska avdelningen år 2003.  Avdelningens samlingar omfattar föremål för tiden efter det venetianska styret (1797) till Kroatiens självständighet år 1991. Samlingarna speglar stadsutvecklingen under det österrikiska (sedermera österrikisk-ungerska), franska, italienska och jugoslaviska styret av staden. Olika händelser och perioder, såsom första världskriget, mellankrigstiden, andra världskriget och kroatiska självständighetskriget presentera bland annat genom ljud- och videoprojektioner.

### Etnografiska avdelningen
Den etnografiska avdelningens samling innehåller bland annat folkdräkter och föremål för vardagligt bruk från 1800-talet med ursprung från Šibenik och Šibenik-området. I avdelningens utställning finns även den lokale samlaren Boris Baranović Bailas donation bestående av en kartografisk samling från 1500–1800-talet.

### Konservering- och restaureringsverkstaden för metall-, sten-, keramik-, glas- och träföremål
Inom museet finns en avdelning och verkstad som arbetar med behandling, konservering och restaurering av olika museiföremål.